# Dorycnopa hemisarca
Dorycnopa hemisarca är en fjärilsart som beskrevs av Oswald Beltram Lower 1916. Dorycnopa hemisarca ingår i släktet Dorycnopa och familjen stävmalar. Inga underarter finns listade i Catalogue of Life.